# Motostadion Awram Topałow
Motostadion Awram Topałow – stadion żużlowy w Tyrgowiszte, w Bułgarii.
Stadion powstał pod koniec lat 60. XX wieku. Trybuny obiektu mogły pomieścić 25 000 widzów, co czyniło go jednym z największych stadionów żużlowych na świecie, a sam obiekt zyskał przydomek „Bałkańskie Wembley”. Stadion przez lata gościł wiele zawodów rangi krajowej i międzynarodowej, ostatnimi czasy jednak znajduje się w prywatnych rękach, nie jest modernizowany i niszczeje.